# Marius Corbett
Marius Corbett (Sudáfrica, 26 de septiembre de 1975) es un atleta sudafricano, especializado en la prueba de lanzamiento de jabalina en la que llegó a ser campeón mundial en 1997.

## Carrera deportiva
En el Mundial de Atenas 1997 ganó la medalla de oro en el lanzamiento de jabalina, llegando hasta los 88.40 metros, superando al británico Steve Backley y al griego Kostas Gatsioudis (bronce).